# Albert Mahieu (1942-2011)
Pour les articles homonymes, voir Albert Mahieu.
Albert Mahieu (Bruxelles, 16 août 1942-17 janvier 2011) est un homme d'affaires bruxellois, conseiller financier et administrateur de société,  et également une personnalité politique belge.

## Biographie
Il fut à l'origine de plusieurs plaintes en justice notamment celle contre Assubel, que l'assureur gagna après des années de procédure.
En 1994, il prend la défense de Jean-Pierre Van Rossem, mis en cause par la justice.
En 1999, il présente sa propre théorie sur les tueurs du Brabant au cours d'une conférence de presse, accusant des milieux mafieux américains opposés au Delhaize Group comme l'épicentre de l'affaire.
En 1999, Albert Mahieu fut également élu aux élections régionales belges de 1999 pour le Parlement de la Région de Bruxelles-Capitale sur la liste du parti Vivant de l'homme d'affaires Roland Duchâtelet dont il fut le seul élu à la région bruxelloise, avant de quitter le parti et de siéger comme conseiller régional indépendant.
Militant antipédophile, il va notamment écrire au président de la cour d'assises d'Arlon à propos de l'affaire Dutroux.
Dans l'affaire de pédophilie de l'école des Eburons, il va mettre en cause le bourgmestre et député européen Freddy Thielemans, mais il sera débouté par un tribunal civil et condamné à payer 300 000 francs belges (7 436 euros de 1999) de dommages et intérêts à l'intéressé.
Albert Mahieu est également à l'origine de la loi interdisant les armes à uranium (ou "uranium appauvri").
Albert Mahieu est décédé par euthanasie le 17 janvier 2011 à la suite d'un cancer.

### Postérité
Le 20 avril 2012, sur sa page Facebook, le député Laurent Louis indique que le dossier de l'affaire Dutroux lui aurait été confié par Albert Mahieu avant sa mort, qui lui aurait « demandé de poursuivre le travail qu'il avait débuté pour que la vérité éclate enfin ».